# Ribari (Brus)
Pour les articles homonymes, voir Ribari.
Ribari (en serbe cyrillique : Рибари) est un village de Serbie situé dans la municipalité de Brus, district de Rasina. Au recensement de 2011, il comptait 312 habitants.
Ribari est également connu sous le nom de Veliki Ribari.

## Démographie
| 1948 | 1953 | 1961 | 1971 | 1981 | 1991 | 2002 | 2011 |
| ---- | ---- | ---- | ---- | ---- | ---- | ---- | ---- |
| 578  | 585  | 571  | 530  | 475  | 414  | 356  | 312  |

|  |